# Batalla d'Alam el Halfa
La Batalla d'Alam el Halfa va tenir lloc entre el 30 d'agost i el 5 de setembre de 1942 al sud de El Alamein, durant la campanya del Desert Occidental de la Segona Guerra Mundial. L'Exèrcit Panzer Afrika, un combinat italo-alemany comandat per Rommel (la Gineu del Desert), que provà un encerclament del Vuitè Exèrcit Britànic del general Montgomery. En la darrera gran ofensiva de la campanya del Desert Occidental, Rommel va planejar derrotar els britànics abans que l'arribada de reforços britànics convertís en impossible una victòria de l'Eix a l'Àfrica.
Montgomery, coneixedor de les intencions de Rommel gràcies a ULTRA, deixà un forat deliberadament al sector sud del front, doncs sabia que Rommel planejava atacar allà, i desplegà el gruix dels seus blindats i la seva artilleria al voltant del pas d'Alam el Halfa, a 20 milles darrere del front. En una nova tàctica, els tancs van ser usats en un paper anti-tanc, mantenint en tot moment les seves posicions al pas i sense sortir d'allà per no ser destruïts, com succeïa en el passat.
Precari de subministraments, i amb els atacs sobre el pas fracassant, Rommel ordenà una retirada. Montgomery no explotà la seva victòria defensiva, decidint en canvi consolidar les seves forces per a la Segona Batalla d'El Alamein. No obstant això, la 2a divisió neozelandesa llançà un atac abortiu sobre les posicions italianes, patint greus pèrdues. Rommel afirmà que la superioritat aèria britànica havia tingut un paper decisiu en la consecució de la victòria, sense sospitar res d'ULTRA. Rommel notà que els atacs tenien un gran impacte sobre les forces motoritzades de l'Eix i el forçaren a abandonar la seva ofensiva.
El preu de la derrota de l'Eix no va ser només una derrota tàctica i la retirada. Amb el fracàs d'Alam Halfa, Rommel es veié privat no només de la capacitat operativa per iniciar ofensives, sinó que també perdé la capacitat operativa i tàctica per defendre la base alemanya a l'Àfrica. Els objectius estratègics de l'Eix al teatre del nord d'Àfrica ja no serien possibles.

## Rerefons
Després que Rommel no aconseguís superar als britànics durant la Primera Batalla d'El Alamein i els posteriors contraatacs del 8è Exèrcit d'Auchinleck al juliol de 1942, ambdós bàndols estaven exhausts; dedicant-se a recuperar les forces. A El Alamein, però, la posició dels subministraments per Rommel era precària. Les seves línies de subministraments estaven molt esteses: els seus ports principals on rebia els subministraments es trobaven a Benghazi i a Tobruk, a 800 i 400 milles de distància, i Trípoli a 1.200km, la qual cosa feia estiguessin pràcticament abandonat per la seva situació remota. A més, el pla original de l'Eix per a la batalla de Gazala del mes de juny havia estat aturat durant 6 setmanes a la frontera egípcia després de la captura de Tobruk per reagrupar-se i rearmar-se. Rommel, però, decidí mantenir el seu moment per evitar que el Vuitè Exèrcit britànic organitzés les seves defenses i així pogués perseguir les forces britàniques fins al Caire i, potser, fins al canal de Suez. El resultat d'això va ser que la Luftwaffe, que s'havia estat preparant per prendre part en un atac sobre Malta, va haver-se d'unir a una persecució improvisada a Egipte. Com a conseqüència, els britànics van poder reconstruir la seva força per atacar els vaixells de l'Eix que portaven subministraments al nord d'Àfrica, ocasionant-los grans pèrdues al mar. A finals d'agost les forces de Rommel, tot i que havien estat reforçades per tropes de refresc provinents de Creta, anaves mancades de subministraments claus, especialment de petroli i munició.
El General Alexander, el nou comandant en cap del Comandament de l'Orient Mitjà tenia les seves bases de subministrament i dels seus ports a Egipte a una distància escassa de la línia del front. No obstant això, les seves línies de subministrament des del Regne Unit, la Commonwealth o els Estats Units eren tremendament llargues, resultant en llargs retards entre que es veia què es necessitava i la seva disposició al teatre. A l'estiu de 1942, però, arribà una gran quantitat d'equipament, principalment tancs Shermans i de canons anti-tanc de 6 lliures, que estava substituint a l'obsolet de 2 lliures. Les forces aèries britàniques cada cop eren més influents, recolzades pels recentment arribats esquadrons estatunidencs.
La intel·ligència alemanya havia avisat a Rommel de l'arribada d'un comboi aliat de 100.000 tones, que portava nous vehicles pels aliats a Egipte. Adonant-se que el temps corria en contra d'ell, i que l'arribada de reforços pels britànics inclinaria la balança en contra seva, decidí atacar. Informà al Comando Supremo italià a Roma que necessitaria 6.000 tones de combustible i 2.500 tones de munició abans de la data d'inici a finals de mes. El 29 d'agost, més de la meitat dels vaixells enviats a Rommel havien estat enfonsats, i només 1.500 tones de combustible havien arribat a Tobruk. Però Rommel no podia posposar l'atac, ja que l'enemic augmentava les seves forces dia rere dia, i així decidí intentar tenir un èxit ràpid. A l'inici de la batalla, després que el mariscal Kesselring acordà deixar-li part del combustible emmagatzemat de la Luftwaffe, Rommel en tenia prou perquè els vehicles de tropes cobrissin 240km i 400km la resta de vehicles.

## El pla de Rommel

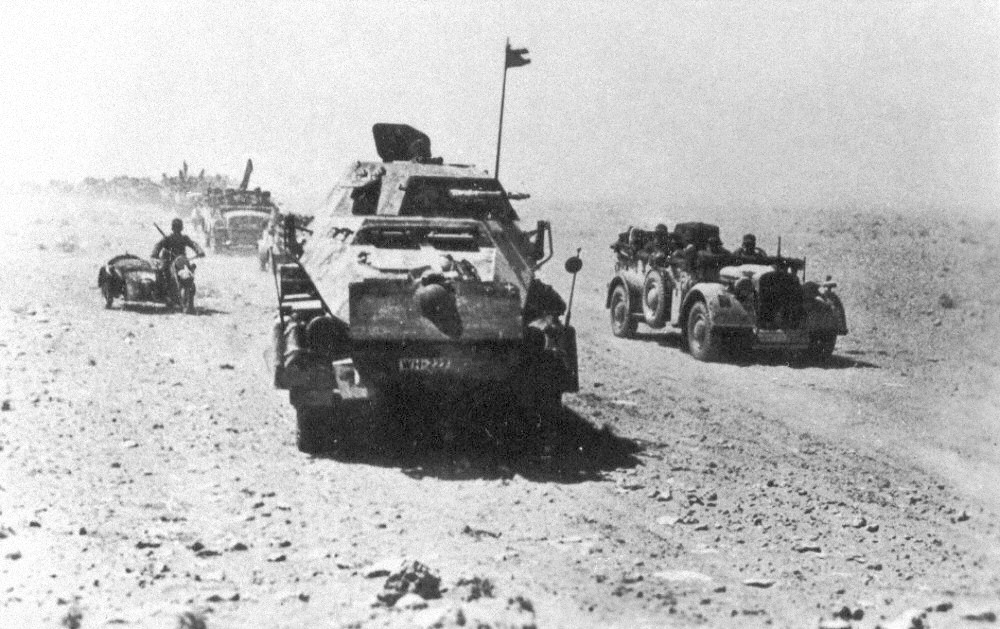
Vehicles del Panzerjager-Abteilung 39 avançant

El sector d'El Alamein no presentava un front tan ampli com el d'anteriors batalles al desert, i qualsevol amenaça blindada havia de passar entre el mar al nord i la depressió de Qattara al sud, la qual era intravessable pels tancs. Les defenses britàniques eren fortes, però Rommel creia que tenien un punt feble: al sector sud, entre Munassib i Qaret El Himeimat estava feblement protegit i Rommel creia que estaria lleugerament minat.
Al nord, Rommel tenia les divisions italianes d'infanteria, recolzades per la Brigada Ramcke i la 164a divisió d'Infanteria, conduint una demostració frontal en un intent de fixar als defensors britànics al seu lloc mentre que l'atac principal de Rommel tindria lloc al sud, girant després cap al nord i mossegant les línies de subministrament britàniques. Després d'això esperava que la majoria de les unitats aliades quedessin rodejades i destruïdes. Amb el seu optimisme característic, l'objectiu final de Rommel era l'ocupació d'Egipte i, en particular, del canal de Suez.
L'atac principal seria portat a terme per unitats alemanyes, amb les divisions Panzer 15a i 21a, acompanyades per la 90a divisió d'Infanteria Lleugera. Per cobrir els flancs, tenia 3 divisions del XX Corpo d'Armata, del General De Stefanis.

## Les defenses aliades

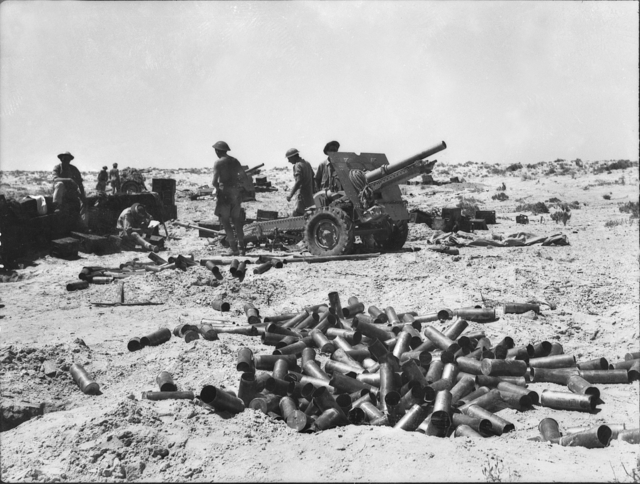
Un canó Aliat de 25 lliures.

Des del 13 d'agost, el comandament del 8è Exèrcit britànic estava a les mans del tinent general Montgomery. ULTRA havia advertit de l'atac de l'Eix, i l'anterior cap del 8è Exèrcit, General Auchinleck, havia preparat un pla defensiu, que incloïa una sèrie de plans de contingència per a la defensa a les rodalies d'Alexandria i el Caire en cas que els blindats britànics aconseguissin superar les línies. Després de visitar el front, Montgomery ordenà que es destruïssin tots els plans de contingència i emfatitzà en la seva intenció de mantenir el terreny al voltant d'El Alamein a tot preu.
Al sector nord (del sud del pas de Ruweisat fins a la costa), el XXX Cos britànic, a les ordres del Tinent General Ramsden, format per la 9a Divisió Australiana, la 1a Divisió d'Infanteria Sud-africana i la 5a Divisió Índia, amb la 23a Brigada Blindada a la reserva, va ser desplegat darrere de camps minats.
La 2a Divisió Neozelandesa va ser desplegada a una secció a 5 milles del front sud del pas de Ruweisat. Aquesta zona va passar a anomenar-se la Caixa neozelandesa, i formava la punta nord del XIII Cos. Acceptant que el monòton sector sud seria molt difícil de defendre davant d'un atac blindat decidit, Montgomery escollí per cobrir els 20km de front de la zona neozelandesa en la punta de la Depressió de Qattara perquè es mantingués lleument, i així encoratjar a Rommel en aquest punt. Aquest forat seria minat i cobert de fil ferro espinós, mentre que el 7è Grup de Brigada Motoritzada i la 4a Brigada Blindada Lleugera de la 7a Divisió Blindada cobrien els camps minats, però es retirarien quan fos necessari. La Caixa Neozelandesa formà una cantonada per a les defenses principals a les zones altes d'Alam Nayil.
Els atacants es trobarien les posicions defensives principals quan giressin cap al nord i s'apropessin al pas d'Alam El Halfa, a la rereguarda del front del 8è Exèrcit. Aquí, Montgomery escollí atrinxerar la major part dels seus tancs pesats i mitjans (concentrats en la 22a Brigada Blindada) i unitats anti-tanc i a l'espera de l'atac de l'Eix. Darrere dels blindats, als turons del nord-est, hi hauria dues brigades de la 44a Divisió d'Infanteria (Home Counties) i concentracions d'artilleria divisional i de cos.
La 10a Divisió Blindada havia estat reavituallant-se al delta del Nil amb tancs General Grant (armats amb l'efectiu canó de 75mm) i reforçarien les posicions d'Alam El Halfa. La major part de la 8a Brigada Blindada arribà el 30 d'agost i prengué posicions per maniobrar a l'esquerra de la 22a Brigada Blindada i sobre el flanc de l'esperat avanç enemic. Un cop Montgomery va veure les disposicions de Rommel després de l'avanç inicial, alliberà a la 23a Brigada Blindada de la reserva del XXX Cos a la punta oriental del Pas de Ruweisat al XIII Cos; i a les 13:00 del 31 d'agost havia mogut 100 tancs Valentine per omplir el forat entre la 22a Brigada Blindada i els neozelandesos.

## L'atac

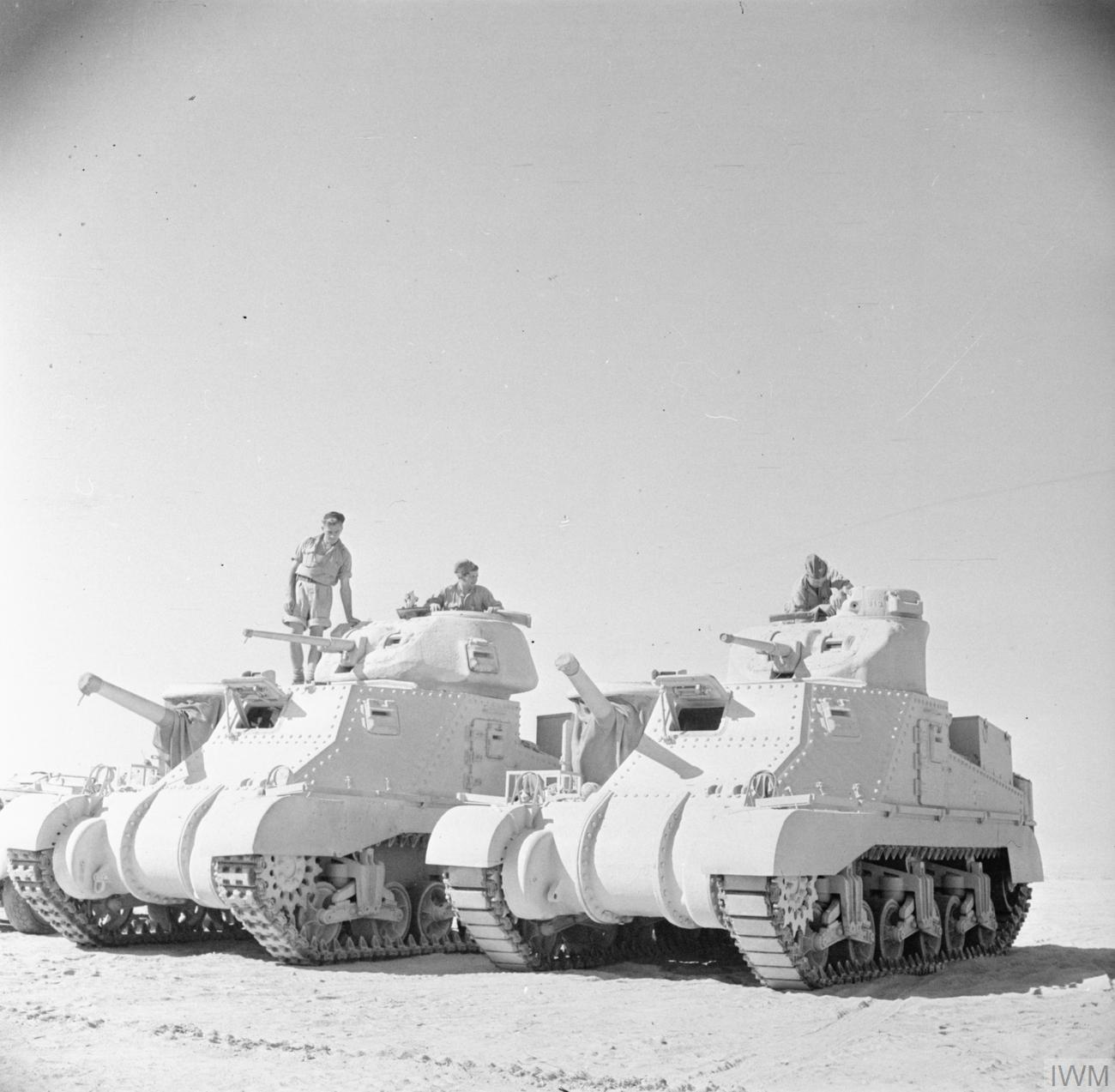
Tancs Grant britànics al desert egipci. Abans de l'arribada dels Shermans, aquests eren els millors tancs Aliats al nord d'Àfrica

L'atac s'inicià la nit del 30 d'agost, prenent avantatge de la Lluna plena. Des de l'inici, les coses van anar malament per a Rommel: la RAF descobrí les concentracions de vehicles de l'Eix i llançà diversos atacs. Fairey Albacores de la Royal Navy van llançar bengales per il·luminar els objectius pels bombarders Vickers Wellington i per a l'artilleria; a més, els camps minats que es creien lleugers van mostrar-se molt densos. Les unitats britàniques que cobrien els camps minats van ser les dues brigades de la 7a Divisió Blindada (la 7a Motoritzada i la 4a Blindada), les ordres de les quals eren ocasionar el màxim de danys abans de retirar-se. Així es va fer, i les baixes alemanyes van ascendir. Entre elles es trobava el General Nehring, comandant del Afrika Korps, ferit en un atac aeri, i el general Von Bismarck, comandant de la 21 divisió Panzer, que va morir per un projectil de morter.
Tot i aquestes dificultats, les tropes de Rommel avançaven pel mig dels camps de mines al migdia de l'endemà, inclinant-se cap a l'esquerra i s'estaven preparant per portar a terme l'atac principal, originalment programat per a les 06:00. El lent avanç del pla programat i els continuats atacs pel flanc de la 7a Blindada els va forçar a girar-se cap al nord, cap al flanc nord de Montgomery, més enllà del que estava planejat i avançant directes cap a les defenses preparades a Alam el Halfa. A les 13:00, la 15a Divisió Panzer n'aconseguí sortir, seguida per la 21a Panzer una hora després. Les unitats britàniques al pas eren la 22a Brigada Blindada, amb 94 Grants i 74 tancs lleugers, recolzada per unitats antitanc amb el canons de 6 lliures i l'artilleria de les divisions 44a i 2a Neozelandesa.
Mentre que les divisions Panzer s'apropaven al pas, els Panzer IV F2 tancs obriren foc a llarga distància, destruint diversos tancs britànics. Els Grant britànics tenien el problema que el seu canó muntat al casc feia que no poguessin disparar quan estaven mig enterrats. Quan els alemanys penetraren al pas, van exposar-se al foc de la brigada i els seus tancs van resultar molt malparats. Una temptativa de passar pel flanc va ser avortada pels canons anti-tanc, i amb la nit començant a caure i amb mancances de combustible ocasionades pels retards i pel gran consum, el general von Vaerst, ara comandant de l'Afrika Korps, ordenà retrocedir als panzers. El combat havia costat 22 tancs als alemanys i 21 als britànics.
La nit no va portar descans als alemanys, perquè els bombarders Albacore i Wellington van tornar a l'atac, concentrant-se en les línies de subministrament de l'Eix. Això s'afegí als ja immensos problemes logístics de Rommel, perquè els Aliats ja havien enfonsat més de la meitat de les 5.000 tones de combustible que Mussolini li havia promès. L'endemà (1 de setembre), la 21a Panzer va quedar inactiva (probablement per la manca de combustible), i les operacions van quedar limitades a un atac de la 15a Panzer dirigit al flanc est de la 22a Brigada Blindada. L'atac s'inicià a l'albada, però va ser ben aviat aturat per un atac de la 8a Brigada Blindada pel flanc.
Mentrestant, les divisions blindades italianes Littorio i Ariete s'havien desplaçat a l'est de l'Afrika Korps, i la 90 Divisió Lleugera i elements dels X Cos van haver d'encarar el flanc sud de la Caixa Neozelandesa.
Els atacs aeris van continuar dia i nit, i durant el matí del 2 de setembre, adonant-se que l'ofensiva havia fracassat i que continuar al sortent només faria augmentar la xifra de baixes, Rommel decidí retirar-se.

## Rommel es retira
En un missatge a l'OKW, Rommel justificà la seva decisió d'abandonar l'ofensiva per la manca de combustible, la superioritat aèria aliada i per la pèrdua de l'element sorpresa. El 2 de setembre, la situació continuà deteriorant-se per a l'Eix. Els cotxes blindats del 4/8t d'Hússars (de la 4a Brigada Blindada) van irrompre enmig de la cadena de subministraments de l'Eix, atacant un grup de 300 camions, dels quals en destruïren 57. Com a resultat, les unitats blindades italianes hagueren de retrocedir per poder protegir les línies de subministraments i prevenir possibles atacs.

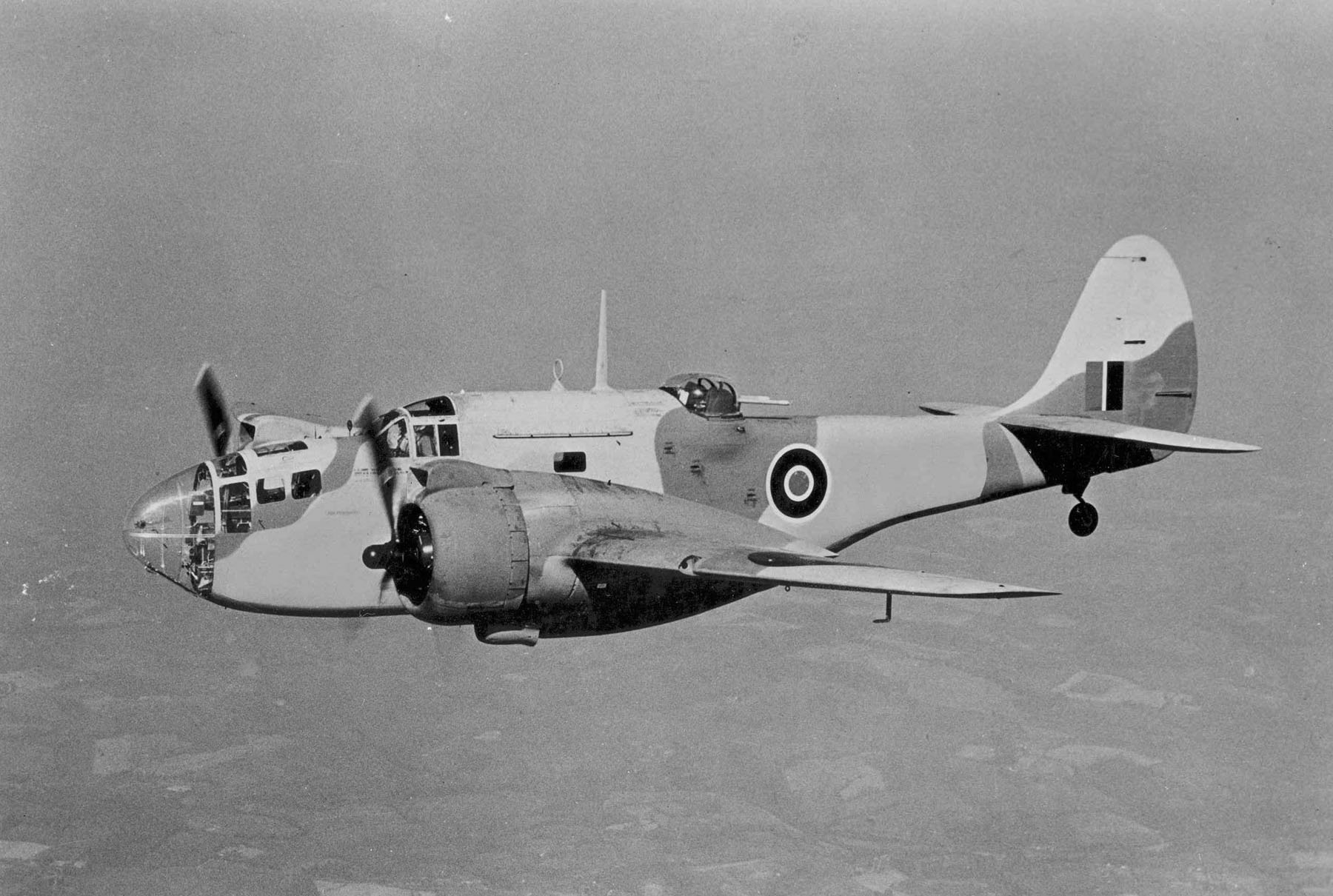
Un Baltimore de la RAF. Els bombarders Baltimore i els Boston volaven de dia, mentre que els Wellingtons i els Albacores ho feien de nit, hostigant contínuament a l'Afrika Korps

Així, el 2 no va registrar activitat, llevat de a l'aire, on la Força Aèria del Desert realitzà 167 sortides de bombarders i 501 de caces.
Montgomery s'adonà que l'Afrika Korps es retiraria aviat. Repassà els plans ofensius per a la 7a Blindada i la 2a Neozelandesa, encara que sota la premissa que no havien de patir baixes que poguessin malmetre posteriors ofensives.
Mentre que les operacions de la 7a Blindada no van anar més enllà d'atacs d'hostigament, l'atac neozelandès va ser més seriós. Va involucrar l'experimentada 5a Brigada Neozelandesa i la verda 132a Brigada (sota el comandament de la 44a Divisió d'Infanteria), amb suport blindat, per atacar cap al sud les línies de subministrament de l'Afrika Korps i aïllar-los a l'est de les línies aliades. L'atac, de nom clau Operació Beresford, s'inicià el 3 de setembre a les 22:30. L'assalt de la 5a Brigada a l'esquerra causa grans pèrdues entre els defensors italians, rebutjant posteriorment els contraatacs que els llançaren les tropes de l'Eix l'endemà al matí. Però l'atac de la 132a Brigada va ser un desastre. Van arribar a la línia de sortida amb una hora de retard, amb l'enemic advertit pels diferents atacs de diversió de la 6a Brigada neozelandesa al flanc dret. El comandant de la brigada, Brigadier Robertson, va ser ferit, i el comandant de la 6a, Brigadier Clifton, capturat. Els tancs Valentine del 46è Regiment Reial de Tancs es va perdre a la foscor i acabà enmig d'un camp de mines, on 12 d'ells van quedar inutilitzats. La 90a Divisió lleugera lluità ferotgement amb la 132 Brigada (que patí 697 baixes a afegir a les 275 neozelandeses), sense poder evitar la fugida de Rommel. La vigorosa defensa de l'Eix va fer pensar al general Freyberg, comandant neozelandès, que un nou atac no podria resultar. Per tant, ordenà a les tropes que es retiressin de les seves posicions. Montgomery i Horrocks van estar-hi d'acord i les tropes es van retirar la nit del 4 de setembre.
Després d'aquest fracàs contra la 164à Divisió Lleugera i la 185a Divisió Paracaigudista Folgore del General Enrico Frattini, amb elements de la Divisió Ariete, cobrint la retirada alemanya, Montgomery decidí refrenar atacs posteriors. L'Afrika Korps va poder retirar-se, tot i que seguia sent atacat per la Força Aèria del Desert, que efectua 957 sortides en 24 hores. El 5 de setembre, les unitats de l'Eix havien tornat a les seves posicions d'inici i la batalla finalitzà.

## Després de la batalla i pèrdues
Durant la batalla, els Aliats van patir 1.750 baixes, comparades amb les 2.930 que havia perdut l'Eix. Els Aliats van perdre més tancs que l'Eix, però per primera vegada en tota la campanya no hi havia una gran desproporció en les pèrdues de blindats. A més, els atacs constants de la RAF costà al Panzerarmee Afrika molts vehicles de transport.
Aquesta va ser la darrera gran ofensiva portada a terme per l'Eix al nord d'Àfrica. Finalment, el poder de foc superior dels Aliats i el seu domini absolut del cel els portà la victòria.
Van haver crítiques sobre el lideratge de Montgomery durant la batalla, especialment per la seva elecció d'evitar baixes, que evità que les formacions de tancs britànics acabessin amb l'Afrika Korps quan estava entre els camps de mines i Alam Halfa. Friedrich von Mellenthin al llibre Batalles de Panzers pintà un quadre desolador de les divisions Panzer, paralitzades per la manca de combustible, sota el bombardeig constant i esperant un atac britànic en qualsevol moment.
La resposta de Montgomery va ser senyalar el fet que el 8è Exèrcit es trobava en un procés de reforma, amb l'arribada d'unitats noves i desentrenades, i que no estaven preparats per llançar-se l'ofensiva. L'exèrcit no estava preparat logísticament per cobrir 2.600km de persecució (problema que abans ja havien tingut ambdós bàndols durant la campanya després d'obtenir victòries tàctiques). A més, Montgomery no volia llançar als seus blindats contra una pantalla anti-tanc de Rommel, quelcom que ja s'havia fet en el passat, i cedir així la iniciativa a les forces de l'Eix. Així doncs, al rebutjar explotar la seva victòria, Montgomery va poder preservar les seves tropes i construir la logística necessària per a la victòria decisiva de l'octubre, que seria coneguda com a Segona Batalla d'El Alamein.